# Hlynur
Hlynur  è un nome proprio di persona islandese maschile.

## Origine e diffusione

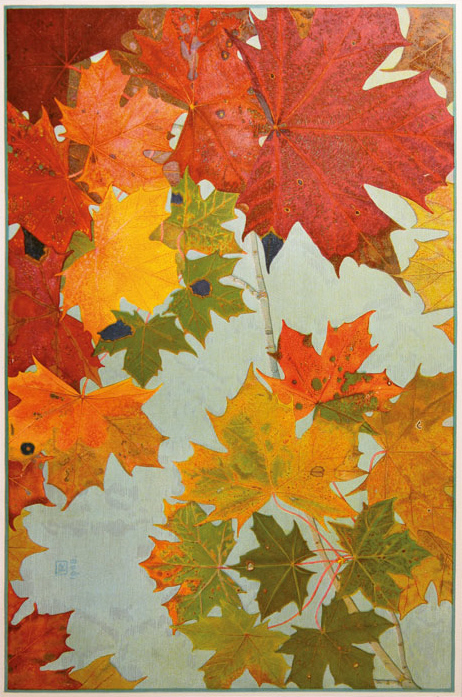
Foglie d'acero in un dipinto di Philippe Robert

Si tratta di un nome ispirato al mondo vegetale, tratto dall'omonimo vocabolo islandese che indica l'acero (etimologicamente, dal norreno hlynr, dal medesimo significato); ha quindi lo stesso senso dei nomi Javor e Maple.

## Onomastico
L'onomastico si può festeggiare il 1º novembre, festa di Ognissanti, in quanto il nome non è portato da alcun santo ed è quindi adespota.

## Persone
- Hlynur Bæringsson, cestista islandese
- Hlynur Stefánsson, calciatore islandese